# Munizip al-Dschifara
Al-Dschifara (arabisch الجفارة, DMG al-Ǧifāra, oft auch al-Jfara) ist ein Munizip, das im Nordwesten der Libysch-Arabischen Republik liegt. Die Hauptstadt des Munizips ist al-ʿAzīzīya. Der Name leitet sich von der Djeffara-Küstenebene ab, deren Zentrum sie bildet.

## Geographie
Im gesamten Gebiet von al-Dschifara lebten im Jahr 2003 289.340 Menschen auf einer Fläche von insgesamt 1.940 km². Im Jahr 2006 waren es bereits 451.000 Einwohner. Das Munizip liegt an der tripolitanischen Mittelmeerküste und besitzt folgende Grenzen zu anderen Munizipien:
- Munizip Tripolis – Osten
- Munizip al-Dschabal al-Gharbi – Süden
- Munizip az-Zawiya – Westen